# Bugatti Tipo 32
La Bugatti Tipo 32, anche nota come Bugatti 32 Tank e Tank de Tours, è una vettura da competizione realizzata per il Gran Premio di Francia del 1923, tenutosi il 2 luglio presso Tours. Il soprannome della vettura deriva dalla particolare forma della vettura, che ricordava quella di un carro armato, tank, e dalla località del Gran Premio.
Un'altra Bugatti da competizione si meritò il soprannome di Tank per la sua aerodinamica, fu la 57G Tank del 1936

## Storia
Rispetto al precedente modello da competizione, la Tipo 29, soprannominata Le Cigar, il sigaro, per la sua forma affusolata, la Tipo 32 aveva in comune solo la motorizzazione. La Tipo 32 adottava:
- Motore longitudinale 8 cilindri in linea e 5 cinque cuscinetti di banco per l'albero motore;
- 3 valvole per cilindro, due di aspirazione e una di scarico, azionate da un singolo albero a camme;
- Cambio con 3 rapporti più retromarcia, montato in configurazione transaxle sull'asse posteriore (il motore a 8 cilindri in linea e il corto interasse non consentivano l'adozione di una configurazione tradizionale);
- Freni ad azionamento idraulico all'avantreno e ad azionamento meccanico (cavo metallico) al retrotreno;
- Telaio di tipo underslung, con il pianale al di sotto degli assi, per abbassare il baricentro;

Nonostante il basso baricentro la tenuta di strada non era buona a causa della particolare profilatura del corpo vettura:
- L'aerodinamica analoga a quella di un profilo alare faceva sì che in velocità il veicolo potesse tendere a prendere portanza;
- L'interasse corto.

Questi aspetti erano ancora ignoti in un'epoca in cui lo studio dell'aerodinamica era ancora in fase embrionale. Anche negli anni seguenti, molti costruttori si cimentarono in tale disciplina, ma non sempre con risultati positivi, proprio per questi concetti ancora ignoti.
Al Gran Premio di Tours parteciparono le seguenti Tipo 32:
- N°6, pilota Ernest Friderich, giunto 3º al traguardo;
- N°18, pilota Prince de Cystria, ritirata al 12º giro;
- N°11, pilota Pierre de Vizcaya, ritirata alla partenza in seguito ad un incidente;
- N°16, pilota Pierre Marco, ritirata al 3º giro;[4]

Durante la gara la Tipo 32 raggiunse in rettilineo, la velocità di punta di 180 km/h.
Quella del GP di Francia fu l'unica presenza in gara della Tipo 32, sostituita dalla Bugatti Tipo 35.